# Microleve Corsario
Die Microleve Corsario ist ein ultraleichtes Amphibienflugzeug des brasilianischen Herstellers Microleve Ind. e Com. Ltda.

## Konstruktion
Die Maschine besteht fast vollständig aus Verbundwerkstoffen mit Metallkomponenten und ist als abgestrebter Hochdecker ausgelegt. Unter den Tragflächen befinden sich die seitlichen Stützschwimmer. In den bootsförmigen Rumpf kann das Bugrad eingezogen und das Hauptfahrwerk seitlich hochgeklappt werden. Das Flugzeug (Mk. V) verfügt mittig über einen über dem Rumpf montierten Rotax 912 UL mit 60 kW, der einen Druckpropeller antreibt und ein konventionelles Leitwerk. Pilot und Passagier sitzen nebeneinander in einem offenen Cockpit oder unter einer einteiligen Cockpithaube (Mk. V). Innerhalb der Baureihe Corsario (Mk. I bis Mk. V) gab es immer wieder kleinere Veränderungen, welche sich hauptsächlich auf die Cockpitgestaltung bzw. Motorisierung bezogen. Die Maschine wurde je nach Version mit unterschiedlichen Motoren angeboten, wie etwa den Zweitaktmotoren Rotax 582 mit 48 kW und Rotax 618 mit 60 kW, oder den Boxermotoren Rotax 912 UL mit 60 kW, 912 S mit 73,5 kW und Verner VM 133M mit 63 kW.

## Technische Daten
| Kenngröße             | Daten (Mk. V)             |
| --------------------- | ------------------------- |
| Besatzung             | 1                         |
| Passagiere            | 1                         |
| Länge                 | 6,82 m                    |
| Spannweite            | 10,30 m                   |
| Höhe                  | 2,10 m                    |
| Flügelfläche          | ?                         |
| Leermasse             | 247 kg                    |
| max. Startmasse       | 525 kg                    |
| Reisegeschwindigkeit  | 120 km/h                  |
| Höchstgeschwindigkeit | 160 km/h                  |
| Dienstgipfelhöhe      | ?                         |
| Reichweite            | ?                         |
| Triebwerke            | 1× Rotax 912 UL mit 60 kW |